# Louis Roquet
Pour les articles homonymes, voir Roquet (homonymie).
Louis Roquet, né le 30 juillet 1942 et mort le 24 février 2023,, est un haut fonctionnaire québécois.
Il a travaillé pour la ville de Montréal, la Société des alcools du Québec et le mouvement des Caisses Desjardins. Il occupe en 2012 et 2014 le poste de Directeur général du groupe algérien Cevital.

## Biographie
De 1990 à 1994, sous Jean Doré, Louis Roquet occupe les fonctions de directeur général de la Communauté urbaine de Montréal et en 1994, il devient pour quelques mois secrétaire général de la Ville de Montréal. En 1995, il devient président de la société Investissement Québec. De 2002 à 2004, il est PDG de la SAQ.
Il est président et chef d'exploitation de Desjardins Capital de risques.
En 2008, il fait paraître un livre sur l'utilisation des proverbes dans le monde des affaires.
Nommé directeur général de la ville de Montréal en novembre 2009, il remplace alors Claude Léger. Il est impliqué dans l'affaire Bergeron-Pierre Reid qui secoue l'hôtel de ville en 2011.
Il démissionne le 19 décembre 2011 à 69 ans. Il semble que la démission de Roquet provient d'un désaccord avec le chef de l'exécutif Michael Applebaum.
Il occupe depuis entre 22 janvier 2012 et 2014 le poste de directeur général du groupe algérien Cevital.

## Publication
- La Gestion par proverbes, Montréal, Fides, 2008, 159 p.